# 国道284号

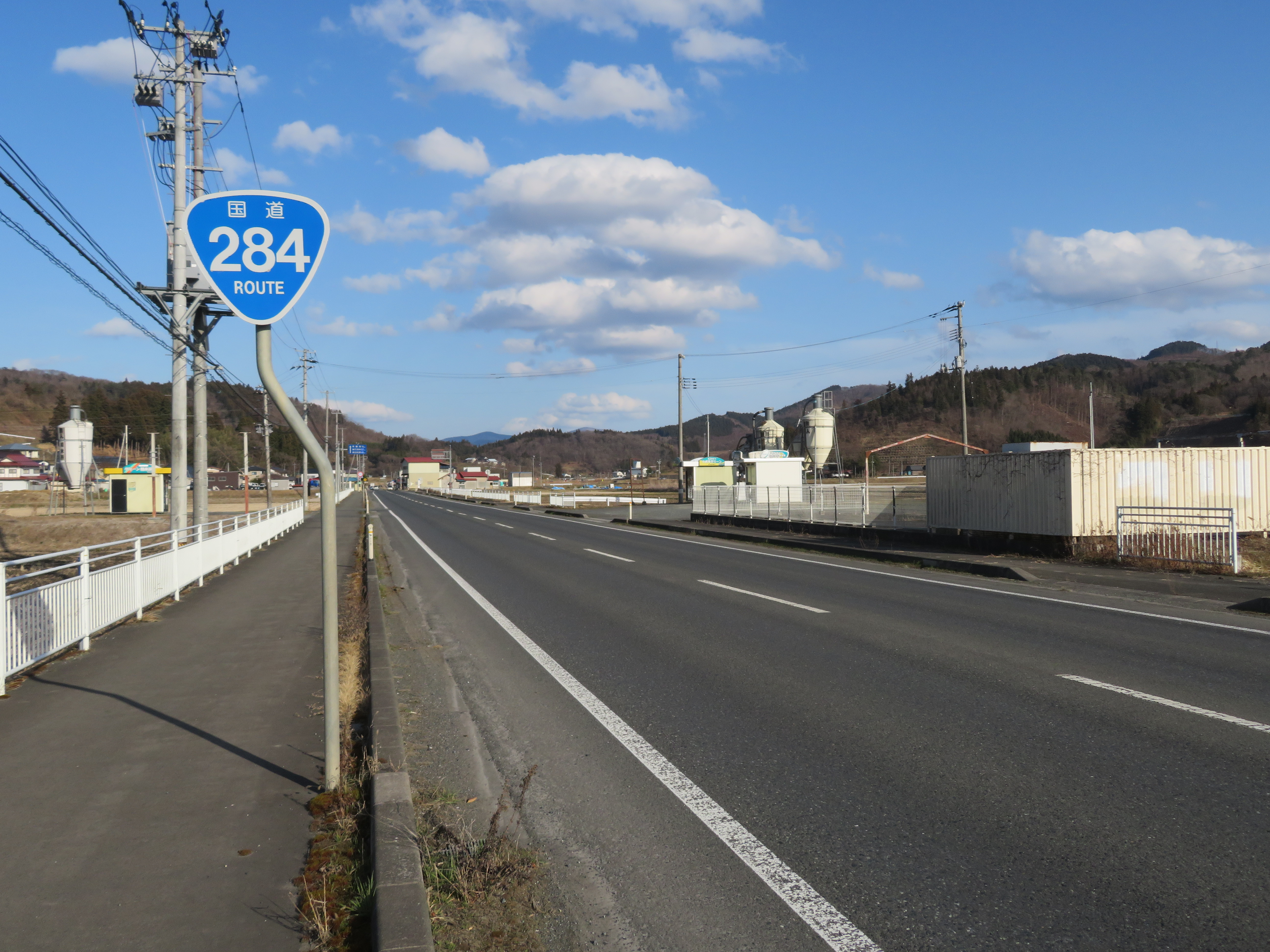
岩手県一関市川崎町薄衣矢作前付近

国道284号（こくどう284ごう）は、岩手県陸前高田市から宮城県気仙沼市を経由して、岩手県一関市に至る一般国道である。

## 概要

### 路線データ
一般国道の路線を指定する政令に基づく起終点および重要な経過地は次のとおり。
- 起点：陸前高田市（土手影、国道45号上、国道340号・国道343号起点）
- 終点：一関市（萩荘交差点 = 国道4号交点、国道457号起点）
- 重要な経過地：気仙沼市、岩手県東磐井郡千厩町[注釈 2]
- 総延長 : 60.3 km（岩手県 40.4 km、宮城県 20.0 km）重用延長を含む。[2][注釈 3]
- 重用延長 : 14.2 km（岩手県 - km、宮城県 14.2 km）[2][注釈 3]
- 未供用延長 : なし[2][注釈 3]
- 実延長 : 46.1 km（岩手県 40.4 km、宮城県 5.7 km）[2][注釈 3]
  - 現道 : 46.1 km（岩手県 40.4 km、宮城県 5.7 km）[2][注釈 3]
  - 旧道 : なし[2][注釈 3]
  - 新道 : なし[2][注釈 3]
- 指定区間：国道45号と重複する区間（岩手県陸前高田市土手影（起点） - 宮城県気仙沼市松川）[3]

## 歴史
- 1954年（昭和29年）
  - 1月20日 - 県道本郷一関線の一部、県道一関気仙沼線の一部および県道気仙沼一関線が、一関気仙沼線（岩手県一関市 - 宮城県気仙沼市）として主要地方道の指定を受ける[4]。
  - 8月16日 - 岩手県により一関気仙沼線として県道に認定される[5]。
  - 12月27日 - 宮城県により一関気仙沼線として県道に認定される[6]。
- 1970年（昭和45年）4月1日 - 一般国道284号（岩手県陸前高田市 - 岩手県一関市）として指定[7]。
- 2003年（平成15年）4月22日 - 東磐井郡川崎村（現・一関市）内の薄衣バイパスが部分開通する[8]。
- 2012年（平成24年）8月7日 - 一関市内の真滝バイパスが開通する[9]。
- 2018年（平成30年）4月21日 - 一関市室根町内の室根バイパスが開通する。

## 路線状況

### バイパス・道路改良事業など
- 新月バイパス
- 室根バイパス
- 千厩バイパス
- 薄衣バイパス
- 真滝バイパス

一関市内の真滝駅周辺における旧道の急勾配・急カーブ区間を解消し、沿線で進められた一関研究開発工業団地の整備を見据えて2005年（平成17年）度より事業が進められた。事業主体は岩手県。起点が一関市滝沢字九鬼、終点が一関市滝沢字鶴ヶ沢で、全長約1.8 km。
部分開通はなく、2012年（平成24年）8月7日にバイパス全線が一斉に供用された。

### 重複区間
- 国道45号（岩手県陸前高田市土手影（起点） - 宮城県気仙沼市松川）
- 国道342号（岩手県一関市・新大町交差点 - 一関市・三反田交差点）

### 道路施設

#### 道の駅
- 岩手県
  - むろね（一関市）
  - かわさき（一関市）

## 地理

### 通過する自治体
- 岩手県
  - 陸前高田市
- 宮城県
  - 気仙沼市
- 岩手県
  - 一関市

### 交差する道路
- 国道45号、国道340号（陸前高田市起点）
- 国道45号（気仙沼市松川 松川IC）
- 宮城県道209号上八瀬気仙沼線（気仙沼市松川）
- 岩手県道140号新月停車場線（一関市室根町折壁字新月）
- 岩手県道136号折壁停車場線（一関市室根町折壁字愛宕下）
- 岩手県道263号折壁大原線（一関市室根町折壁字新館前）
- 宮城県道・岩手県道18号本吉室根線（一関市室根町矢越字高沢）
- 岩手県道10号江刺室根線（一関市室根町矢越字七日市）
- 国道456号（一関市千厩町・摩王交差点）
- 岩手県道168号薄衣舞川線・宮城県道・岩手県道189号東和薄衣線（一関市川崎町薄衣）
- 岩手県道・宮城県道48号弥栄金成線・岩手県道239号白崖弥栄線（一関市弥栄字谷起）
- 国道342号・登米市方面（一関市宮坂町）
- 岩手県道3号一関停車場線・岩手県道260号一関平泉線（一関市新大町）
- 国道4号・盛岡方面、国道342号・横手方面（一関市・三反田交差点）
- 国道4号・仙台方面、国道457号（一関市・萩荘交差点）